# Unterseeboot UC-78
Pour les autres navires du même nom, voir Unterseeboot 78.
L'Unterseeboot UC-78 est un sous-marin (U-Boot) mouilleur de mines allemand de type UC II utilisé par la Kaiserliche Marine pendant la Première Guerre mondiale. Le U-boot a été commandé le 12 janvier 1916 et lancé le 8 décembre 1916. Il a été mis en service dans la marine impériale allemande le 10 janvier 1917 sous le nom de UC-78. Au cours de douze patrouilles, l'UC-78 a coulé un navire de guerre et endommagé un navire marchand, soit par ses torpilles, soit par les mines qu’il a posées. L'UC-78 a été éperonné et coulé par le vapeur britannique Queen Alexandra à l’ouest de Cherbourg le 9 mai 1918.

## Conception
Sous-marin de type UC II, l'UC-78 avait un déplacement de 415 tonnes en surface et de 498 tonnes en plongée. Il avait une longueur hors tout de 50,52 m, un maître-bau de 5,22 m et un tirant d'eau de 3,78 m. Le sous-marin était propulsé par deux moteurs diesel 6 cylindres à quatre temps produisant chacun 290 à 300 ch (210 à 220 kW), soit un total de 780 à 780 ch (430 à 440 kW), et par deux moteurs électriques produisant 780 ch (478 kW), actionnant deux arbres d'hélice.
Le sous-marin avait une vitesse maximale de 11,6 nœuds (21,5 km/h) en surface et de 7,3 nœuds (13,5 km/h) en immersion. Son autonomie était de de 8786 à 9450 milles marins (17840 à 17800 km) à 7 nœuds (13 km/h) en surface, et de 52 milles marins (96 km) à 4 nœuds (7,4 km/h) en immersion. Il lui fallait 48 secondes pour plonger, et il était capable d’opérer à une profondeur maximale de 50 mètres.
L'UC-78 était équipé de trois tubes lance-torpilles de 500 mm, un à l’arrière et deux à l’avant, avec sept torpilles, et d’un canon de pont de 8,8 cm SK L/30. Mais son arme principale était ses six puits de mine de 1000 mm portant dix-huit mines UC 200. Son effectif était de vingt-six membres d’équipage.

## Affectations
- Flottille de la Baltique : du 10 janvier 1917 au 18 janvier 1918
- Flottilles des Flandres / I Flottille : du 18 janvier au 9 mai 1918

## Commandants
- Oberleutnant zur See / Kapitänleutnant Hans Kukat : du 10 janvier 1917 au 15 janvier 1918
- Oblt.z.S. Werner Löwe : du 16 au 18 janvier 1918
- Kapitänleutnant Hans Kukat : du 19 janvier au 9 mai 1918

## Navires coulés
| Date         | Nom                | Nationalité            | Tonnage | Destin    |
| ------------ | ------------------ | ---------------------- | ------- | --------- |
| 12 août 1917 | Lieutenant Burakov | Marine impériale russe | 350     | Coulé     |
| 4 avril 1918 | Eustratios         | Grèce                  | 1481    | Endommagé |